# رينيه باريديس
رينيه باريديس هو لاعب كرة القدم الكندية كندي، ولد في 15 مايو 1985 في كاراكاس في فنزويلا.